# Leukadios
Leukadios (altgriechisch Λευκάδιος Leukádios) ist in der griechischen Mythologie der eponyme Heros der akarnanischen Stadt Leukadia.
Er ist ein Sohn des akarnanischen Königs Ikarios und der Polykaste und der Bruder der Penelope und des Alyzeus. Nach dem Tod seines Vaters herrscht er gemeinsam mit seinem Bruder über Akarnanien.